# Fluorek wanadu(III)
Fluorek wanadu(III), VF
3 – nieorganiczny związek chemiczny z grupy fluorków, w którym wanad występuje na III stopniu utlenienia. Jest on ciałem stałym o kolorze żółto-zielonym.

## Otrzymywanie
Związek ten otrzymać można poprzez działanie wodorofluorkiem amonu na tlenek wanadu(III), a następnie rozkład termiczny otrzymanej soli:
V
2O
3 + 6(NH
4)HF
2 → 2(NH
4)
3VF
6 + 3H
2O
(NH
4)
3VF
6 → 3NH
3 + 3HF + VF
3
Fluorek wanadu(III) jest także produktem reakcji tlenku wanadu(III) z fluorowodorem:
V
2O
3 + 6HF → 2VF
3 + 3H
2O